# Момо Чолаковић
Момо Чолаковић (Пониквица, 8. мај 1940) је српски политичар и бивши председник Скупштине АП Војводине од 2023 до 2024 године. Био је председник фудбалског савеза Војводине.

## Биографија
Чолаковић је рођен 1940. године у Пониквици, близу Никшића. У својој петој години се доселио у Врбас, где је завршио основну и средњу школу.
Након тога је завршио Вишу економско-комерцијалну школу у Новом Саду, а студирао је и на Правном факултету, али није дипломирао.
Радио је у фабрици намештаја у Врбасу, а потом је у синдикату општине Врбас провео 20 година радног века. Године 1990. дошао је на место председника Савеза самосталних синдиката Југославије.
Од 1993. до одласка у пензију, 2004. године, радио је у Војвођанској банци. Био је и председник Фудбалског савеза Војводине, те потпредседник Фудбалског савеза Србије.
Од своје 17. године био је члан Комунистичке партије, а након распада Савеза комуниста Југославије није приступао ниједној партији. Тако је било све до 2005. године, када је постао члан Партије уједињених пензионера Србије.
Био је посланик ПУПС-а у Скупштини Србије у три наврата. Данас је потпредседник ПУПС-а и члан председништва странке.